# Friedrich von Trotha (General, 1841)
Friedrich Lebrecht von Trotha (* 15. Februar 1841 in Mühlhausen/Thüringen; † 22. Dezember 1914 in Charlottenburg) war ein preußischer Generalmajor.

## Leben

### Herkunft
Friedrich entstammte dem 1. Ast der I. Linie des Uradelsgeschlechts von Trotha. Er war der älteste Sohn des gleichnamigen preußischen Generalmajors Friedrich von Trotha (1812–1868) und dessen Ehefrau Klara, geborene Freiin von Carlowitz (1815–1896).

### Militärkarriere
Nach dem Besuch des Kadettenkorps trat Trotha am 11. Mai 1858 in das 3. Infanterie-Regiment der Preußischen Armee ein, wurde Ende September 1859 als Portepeefähnrich in das 2. Garde-Regiment zu Fuß versetzt und avancierte Mitte des Folgemonats zum Sekondeleutnant. Zum 1. Juli 1860 erfolgte seine Versetzung in das 2. kombinierte Garde-Infanterie-Regiment, aus dem drei Tage später das 4. Garde-Regiment zu Fuß hervorging. Mit dem Verband nahm Trotha 1864 im Krieg gegen Dänemark am Gefecht und der Beschießung von Fredericia sowie der Belagerung und dem Sturm auf die Düppeler Schanzen teil. Während der Kämpfe um den Brückenkopf von Sonderburg wurde er leicht verwundet und für sein Wirken mit dem Roten Adlerorden IV. Klasse mit Schwertern ausgezeichnet.
Im Deutschen Krieg war Trotha 1866 als Ordonnanzoffizier beim Stab der kombinierten Garde-Infanterie-Division des II. Reserve-Korps kommandiert. Nach dem Krieg stieg er Ende Oktober 1866 zum Premierleutnant auf, war von Oktober bis Dezember 1869 als Kompanieführer zur Unteroffizierschule Jülich und anschließend in gleicher Eigenschaft zur Unteroffizierschule Potsdam kommandiert. Mit der Mobilmachung anlässlich des Krieges gegen Frankreich kehrte Trotha Mitte Juli 1870 zunächst zu seinem Regiment zurück. Er wurde dann als Kommandeur der Stabswache zum mobilen Stab des Generalkommandos des Gardekorps kommandiert und nahm an der Schlacht bei Gravelotte teil. Am 23. August 1870 übernahm er die Führung der 1. Kampagne seines Regiments und wurde am 16. September 1870 unter Beförderung zum Hauptmann zum Kompaniechef ernannt. Trotha befand sich bei Beaumont in der Reserve, wirkte in der Schlacht bei Sedan sowie der Belagerung von Paris und erhielt das Eiserne Kreuz II. Klasse.
Am 6. November 1879 erfolgte seine Versetzung in das 1. Garde-Regiment zu Fuß und Trotha war zugleich bis Anfang April 1881 mit der Verwaltung der Kammerbestände des 1. Garde-Landwehr-Regiments beauftragt. Er rückte Mitte Februar 1880 zum überzähligen Major und am 1. April 1881 zum etatmäßigen Stabsoffizier auf. Vom 15. Mai 1883 bis zum 27. Oktober 1886 war Trotha Kommandeur des II. Bataillons und wurde anschließend unter Stellung à la suite seines Regiments zum Kommandeur des Lehr-Infanterie-Bataillons ernannt. In dieser Eigenschaft Mitte April 1887 zum Oberleutnant befördert, wurde er am 17. Juni 1887 mit Belassung seiner bisherigen Uniform zu den Offizieren von der Armee versetzt. Mit der Ernennung zum etatmäßigen Stabsoffizier im 6. Thüringischen Infanterie-Regiment Nr. 95 kehrte Trotha am 17. April 1888 in den Truppendienst zurück. Daran schloss sich am 27. Januar 1890 eine Verwendung als Oberst und Kommandeur des 1. Hannoverschen Infanterie-Regiments Nr. 74 an. Unter Stellung zur Disposition mit Pension und der Erlaubnis zum Tragen seiner bisherigen Uniform mit den aktiven Dienstzeichen wurde Trotha am 29. März 1892 zum Kommandanten des Truppenübungsplatzes Senne ernannt. Am 27. Januar 1893 erhielt er den Charakter als Generalmajor. Unter Verleihung des Kronen-Ordens II. Klasse wurde Trotha am 8. April 1893 von seiner Stellung enthoben. Am 23. März 1901 bewilligte man ihm seinen Abschied mit Pension.

### Familie
Trotha hatte sich am 23. September 1873 in Baden-Baden mit Hedwig von Brandt (* 1852) verheiratet. Aus der Ehe gingen folgende Kinder hervor:
- Friedrich Karl (* 1875), preußischer Major ⚭ Anni Schwartze (* 1877)
- Maximilian Thilo (1878–1943), preußischer Major[2] ⚭ Gertrud Irmgard Klara Freiin von Rheinbaben (1890–1916)
- Karl Wolf Gebhard Bernhard (1884–1946), deutscher Vizeadmiral